# Armidale
Armidale je město v australském spolkovém státu Novém Jižním Walesu. Žije v něm přibližně přibližně 21 tisíc obyvatel. Nadmořská výška na katastrálním území se pohybuje mezi 970 a 1 110 metry nad mořem, průměrná nadmořská výška je ale 980 m n. m.

## Klima
Armidale má mírné oceánické podnebí (Cfb).

## Partnerská města
- Masterton, Nový Zéland
- Kanuma, Japonsko